# Ernst Kunkel (Fußballspieler)
Ernst Kunkel (* 17. Oktober 1925; † 5. Mai 1992) war ein deutscher Fußballspieler des VfB Mühlburg und des Karlsruher SC, der zwischen 1947 und 1960 in der Oberliga Süd in 276 Spielen 139 Tore erzielte. Mit dem KSC wurde Kunkel dreimal Süddeutscher Meister (1956, 1958 und 1960) und gewann zweimal den DFB-Pokal (1955 und 1956).

## Laufbahn
Kunkel kam nach dem Zweiten Weltkrieg im Mai 1946 aus Berlin nach Karlsruhe. Er entpuppte sich in seinem ersten Spiel in der Reservistenmannschaft als fußballerisches Talent und spielte daraufhin in der ersten Mannschaft des VfB Mühlburg. In der Saison 1946/47 spielte die Mannschaft aus dem Karlsruher Westen in der zweiklassigen Landesliga Nordbaden, wurde in der Staffel Süd mit einem Torverhältnis von 138:15 und 54:6 Punkten überlegen Meister und stieg schließlich nach zwei Siegen über den Meister der Nordstaffel, ASV Feudenheim, in die Oberliga Süd auf.
Der VfB Mühlburg war in der Oberliga-Saison 1947/48 der einzige Karlsruher Vertreter, denn die „Altmeister“ Karlsruher FV und FC Phönix waren in der Vorsaison abgestiegen. Da die Liga zur Folgesaison von 20 auf 16 Vereine reduziert werden sollte, galt es, Platz 14 zu erreichen, um das Oberhaus nicht nach nur einem Jahr wieder verlassen zu müssen. Im Sturm sorgten vor allem Kunkels Mitspieler Hugo Rastetter und „Ossi“ Traub mit jeweils zwölf Treffern dafür, dass die Mannschaft dieses Ziel mit zwei Punkten vor dem ersten Abstiegsrang erreichte. Kunkel kam in seiner Oberliga-Debütsaison auf 13 Einsätze, beim Heimspiel an der Honsellstraße gelang ihm vor 25.000 Zuschauern gegen Waldhof Mannheim (1:3) sein erstes von drei Saisontoren.
In den darauf folgenden vier Spielzeiten etablierte sich der VfB Mühlburg im süddeutschen Oberhaus und belegte am Rundenende Plätze im sicheren Mittelfeld, 1950/51 stand man sogar kurz vor dem Sprung in die Endrunde um die deutsche Meisterschaft, Platz 2 wurde nur um einen Zähler verpasst. Kunkel entwickelte sich in dieser Zeit zur zuverlässigen Stammkraft in den Reihen der Badener, in der Runde 1949/50 war er mit 12 Toren in 30 Spielen erstmals deren torgefährlichster Angreifer, in den beiden darauf folgenden Jahren waren es sogar 16 bzw. 19 Treffer.
Im Sommer und Herbst 1952 kam es zur Fusion des VfB Mühlburg mit Lokalrivalen FC Phönix. Die Mühlburger hatten vor allem Probleme mit ihrem Stadion, das im Lauf der Jahre dicht umbaut worden war und damit inmitten einer Wohnsiedlung lag, so dass keine Möglichkeit zum Ausbau des Geländes gegeben war. Der war hingegen bei FC Phönix reichlich vorhanden, dieser Verein kämpfte aber mit finanziellen Problemen, nachdem sportliche Erfolge in den Nachkriegsjahren ausgeblieben waren. Der offizielle Zusammenschluss zum Karlsruher SC erfolgte im Oktober, als die Meisterschaftsrunde bereits angelaufen war. Die erste Mannschaft des Karlsruher SC bestand fast ausschließlich aus den vormaligen Mühlburger Spielern, der aktuelle Amateurnationalspieler Kurt Sommerlatt war die einzige Phönix-Kraft, die den Sprung in die Stammelf von Trainer Hans Hipp schaffte, Sommerlatt fügte sich aber sofort als Leistungsträger in die Fusionself ein. Kunkel war als Stürmer weiterhin gesetzt, erzielte in der Saison 1952/53 17 Tore in 28 Spielen und war damit im ersten Jahr unter dem neuen Vereinsnamen erfolgreichster Schütze und trug damit maßgeblich Anteil daran, dass der KSC am Rundenende Rang 4 belegte.
Mit Adolf Patek kam zur Saison 1953/54 ein renommierter Trainer nach Karlsruhe. Nachdem die Mannschaft bereits im Vorjahr durch die Zugänge Kurt Sommerlatt, Hans Strittmatter und Heinz Beck an Qualität gewonnen hatte, wurde sie nun nochmals um den Viernheimer Walter Baureis verstärkt. Patek gelang es, mit diesem Kader eine Mannschaft zu formen, die bald auch über die Grenzen Süddeutschlands hinaus zu einer Spitzenmannschaft heranwuchs. Zwar reichte es in den Spielzeiten 1953/54 und 1954/55 „nur“ zu einem fünften Platz in der Oberliga, mit dem Gewinn des DFB-Pokals 1955 setzte der KSC aber ein erstes Ausrufezeichen. Kunkel hatte beim 3:2-Erfolg im Finale gegen Schalke 04 den ersten Treffer erzielt.
1956 wurde der Karlsruher SC erstmals Meister der Oberliga Süd und drang bis ins Endspiel um die Deutsche Meisterschaft vor, das allerdings mit 2:4 gegen Borussia Dortmund verloren ging – auch in diesem Finalspiel hatte Ernst Kunkel den Führungstreffer des KSC erzielt. Der frischgebackene deutsche Vizemeister gewann anschließend erneut den DFB-Pokal, bei diesem Endspiel fehlte Kunkel allerdings. 1958 und 1960 konnte die Süddeutsche Meisterschaft nochmals nach Karlsruhe geholt werden, Kunkels Karriere neigte sich zu dieser Zeit aber schon dem Ende zu. In der Runde 1958/59 war er auf nur noch 14 Spiele (9 Tore) gekommen, in seiner letzten Spielzeit, 1959/60 wurde er nur noch sechs Mal eingesetzt. Sein letztes Pflichtspiel für den KSC bestritt er am vorletzten Oberligaspieltag, am 30. April 1960 mit dem Heimspiel gegen die SpVgg. Fürth (6:4). In der sich anschließenden Endrunde um die deutsche Meisterschaft kam er nicht mehr zum Einsatz.
Der Flügelstürmer galt als zweikampfscheu, glich diesen Mangel aber durch seine technischen und spielerischen Fähigkeiten aus. Vor allem seine gefährlichen Flankenläufe zeichneten ihn aus, er war darüber hinaus äußerst torgefährlich. Insgesamt erzielte er für den VfB Mühlburg und den Karlsruher SC in 276 Oberliga-Begegnungen 139 Tore und belegt damit in der „ewigen“ Torschützenliste dieser Spielklasse Platz 6. Kunkel wurde mehrfach in die Süddeutsche Auswahlmannschaft berufen, für eine Nominierung in die Nationalmannschaft reichte es allerdings nie.